# دوين د. هاكني
دوين د. هاكني (بالإنجليزية: Duane D. Hackney)‏ هو عسكري أمريكي، ولد في 5 يونيو 1947 في فلينت في الولايات المتحدة، وتوفي في 3 سبتمبر 1993 في بنسيلفانيا في الولايات المتحدة بسبب نوبة قلبية.